# Maurice Marcelot
Maurice Henri Louis Marcelot (Bondy, 1º aprile 1929 – Roanne, 14 giugno 1999) è stato un cestista francese.

## Carriera
Con la Francia ha disputato i Campionati mondiali del 1950 e i Campionati europei del 1955.

## Palmarès
- Campionato francese: 1

Roanne: 1958-59